# Percy Ernst Schramm
Percy Ernst Schramm (Amburgo, 14 ottobre 1894 – Gottinga, 21 novembre 1970) è stato uno storico tedesco specializzato nel simbolismo e nei riti del potere nel Medioevo. In particolare ha descritto come i sovrani del Sacro Romano Impero Germanico rappresentassero la loro autorità tramite immagini e rituali. Le sue ricerche sono state considerate come un importante contributo alla storia dell'arte e delle scienze politiche. Schramm è anche noto presso gli storici militari per il suo lavoro di cronista ufficiale della Wehrmacht durante la seconda guerra mondiale e per il suo ruolo di testimone chiave nel processo di Norimberga.

## Biografia

### Gli anni della formazione
Schramm apparteneva a una famiglia borghese che si era stabilita ad Amburgo. Suo padre era stato sindaco di questa città tra il 1925 e il 1928.
Allo scoppio della prima guerra mondiale Schramm fu soldato nell'esercito imperiale tedesco. Dopo la guerra frequentò le prestigiose università di Amburgo, Monaco e Heidelberg dove preparò la sua tesi di dottorato (1922) sotto la guida del medievalista Karl Hampe. Per due anni si intrattenne ancora a Heidelberg per scrivere la sua tesi di abilitazione sul tema dell'ideologia imperiale del X e XI secolo e dell'acquisizione degli Ottoni dell'eredità culturale dell'Impero Romano. La tesi di Schramm, pubblicata nel 1929 con il titolo L'imperatore, Roma e la Renovatio: commentari ed estratti per la storia dell'ideologia della renovatio romana dalla fine dell'impero carolingio sino alla lotta per le investiture (Kaiser, Rom und Renovatio: Studien und Texte zur Geschichte des römischen Erneuerungsgedankens vom Ende des karolingischen Reiches bis zum Investiturstreit), era uno studio, esemplare per la sua originalità e il suo carattere interdisciplinare, che influenzò la successiva storia delle ideologie. In quest'opera Schramm dimostrò come la storia dell'arte, riservata sino allora ai dilettanti, fosse importante per un lavoro critico come la storia e la filosofia. La sua tesi evidenziò poi la funzione centrale dei simboli e delle ritualità nella formazione e nell'identità dell'ideologia del potere.

Secondo un rito di passaggio richiesto per la maggioranza degli apprendisti medievalisti di lingua tedesca agli inizi del XX secolo, Schramm collaborò per due anni alla compilazione dei Monumenta Germaniae Historica prima di vedersi proporre un posto di professore. Nel 1929 gli si affidò la cattedra nell'Università di Gottinga dove egli compì tutta la sua carriera sino al suo ritiro nel 1963. Perfettamente anglofono fu professore invitato presso l'università di Princeton nel corso dell'anno accademico 1933.

### Soldato nella Seconda guerra mondiale
Schramm, arruolatosi come volontario nella Wehrmacht nel corso della Seconda guerra mondiale, fu assegnato al servizio di documentazione e incaricato di gestire la cronaca del conflitto per conto dello stato maggiore tedesco. Con il grado di comandante era incaricato di tenere un rendiconto quotidiano dettagliato degli atti e delle decisioni dello stato maggiore formato dai più importanti generali dell'esercito. Questo offriva a Schramm un accesso diretto, inedito per uno storico, alla cerchia dirigente dell'esercito e ai suoi meccanismi di presa delle decisioni. Per questa ragione fu citato a comparire come testimone chiave al processo di Norimberga a proposito del procedimento sul generale Alfred Jodl. Schramm testimoniò che Jodl era stato un ufficiale leale al regime, che non era un ideologo nazista e non aveva preso parte ad alcun crimine di guerra: queste dichiarazioni non furono sufficienti a evitare la condanna a morte di Jodl.
Nel corso degli anni del dopoguerra Schramm pubblicò numerosi libri sulla storia militare tedesca con un resoconto dettagliato, giorno per giorno, delle ultime settimane del Terzo Reich viste da parte dello Stato maggiore. A questo proposito gli scritti di Schhramm sono per gli specialisti di storia militare una fonte preziosa. Nel 1962 nel suo libro Hitler capo militare suscitò polemiche: l'autore, che in occasione del suo lavoro aveva avuto numerosi contatti personali con il Führer, contrapponeva il patriottismo e la professionalità dei generali al comportamento irrazionale e paranoico di Hitler dando così l'impressione di esonerare l'esercito dalla responsabilità della guerra imputandola interamente a Hitler e al suo fanatismo e che tuttavia

### La carriera negli anni del dopoguerra
Avendo aderito al partito nazista e militato con un grado elevato nell'esercito tedesco, Schramm fu destituito dopo l'armistizio da tutti gli incarichi universitari. Con l'indebolimento del processo di denazificazione alla fine degli anni 40, Schramm fu riabilitato e rimesso sulla cattedra di storia medioevale a Gottinga. Dal 1954 al 1956 scrisse Herrschaftszeichen und Staatssymbolik un'importante opera sugli attributi dell'autorità e sul simbolismo dello Stato, basato sulle rappresentazioni artistiche dei sovrani medioevali e sulla simbolizzazione della loro autorità tramite un grande inventario critico delle insegne del potere (corone, scettri, troni, ecc.). A quest'opera seguì nel 1962 l'analisi dettagliata dello stesso argomento nell'opera scritta in collaborazione con lo storico dell'arte Florentine Mütherich intitolata Denkmale der deutschen Könige und Kaiser incentrata sulle regalie imperiali.
In queste opere Schramm dimostrò l'importanza dei simboli, delle cerimonie liturgiche, dell'immaginario come fonti decisive per la storia politica. Con i suoi contemporanei Ernst Kantorowicz e Carl Erdmann, Schramm ha instillato delle essenziali nozioni di storia culturale in una disciplina che, particolarmente in Germania, tendeva a occuparsi prevalentemente della storia dei testi e delle istituzioni. Pur criticato da storici statunitensi come Norman Cantor per il suo servizio nella Wehrmacht, Schramm fu decorato nel 1958 dell'Ordine al merito, una delle più alte onorificenze tedesche.

## Opere
- (DE) Kaiser, Rom und Renovatio, (1929).
- (DE) Kriegstagebuch des Oberkommandos der Wehrmacht, 1940-1945 (4 voll., 1961-65).
- Hitler, capo militare. nozioni e esperienze estratte dal giornale di guerra del comando in capo delle forze armate germaniche. Trad. a cura di F. Amico e R. degli Uberti., Sansoni, Firenze, 1965.